# Marco Domínguez
Marco Leonel Domínguez Ramírez (Montréal, 25 febbraio 1996) è un calciatore canadese naturalizzato guatemalteco, centrocampista del Comunicaciones e della nazionale guatemalteca.

## Carriera

### Club

#### FC Montréal
Domínguez ha iniziato la sua carriera nelle giovanili del Braves d'Ahuntsic, dove ha giocato per sei anni, prima di unirsi alla Montreal Impact Academy nel 2013. Il 13 marzo 2015 è stato aggregato al FC Montréal, una filiale dei Montréal Impact iscritta alla USL, alla sua prima partecipazione. Ha esordito tra i professionisti il 14 maggio nella prima storica vittoria del club, sconfiggendo il Charleston Battery per 1-0. Al termine della stagione 2016 della USL, l'FC Montreal cesserà le sue attività dopo due stagioni.

#### FC Cincinnati
Nel gennaio 2017, ha firmato un contratto con il FC Cincinnati per la stagione 2017. Al termine della stagione, il FC Cincinnati annunciò che non avrebbe esercitato l'opzione per tenerlo.

#### Antigua GFC
Il 4 maggio 2018 ha firmato un contratto con l'Antigua GFC, formazione della massima serie guatemalteca.

### Nazionale
Per nascita e discendenza, Domínguez può giocare per il Canada, la Repubblica Dominicana e il Guatemala. Ha esordito con quest'ultima nazionale il 4 marzo 2020 in un'amichevole persa 0-2 contro Panama. Con la nazionale canadese Under-17 aveva preso parte al campionato nordamericano di calcio Under-17 2013 e al campionato mondiale di calcio Under-17 2013.

## Statistiche

### Cronologia presenze e reti in nazionale
| Cronologia completa delle presenze e delle reti in nazionale ― Guatemala | Cronologia completa delle presenze e delle reti in nazionale ― Guatemala | Cronologia completa delle presenze e delle reti in nazionale ― Guatemala | Cronologia completa delle presenze e delle reti in nazionale ― Guatemala | Cronologia completa delle presenze e delle reti in nazionale ― Guatemala | Cronologia completa delle presenze e delle reti in nazionale ― Guatemala | Cronologia completa delle presenze e delle reti in nazionale ― Guatemala | Cronologia completa delle presenze e delle reti in nazionale ― Guatemala |
| Data                                                                     | Città                                                                    | In casa                                                                  | Risultato                                                                | Ospiti                                                                   | Competizione                                                             | Reti                                                                     | Note                                                                     |
| ------------------------------------------------------------------------ | ------------------------------------------------------------------------ | ------------------------------------------------------------------------ | ------------------------------------------------------------------------ | ------------------------------------------------------------------------ | ------------------------------------------------------------------------ | ------------------------------------------------------------------------ | ------------------------------------------------------------------------ |
| 4-3-2020                                                                 | Città del Guatemala                                                      | Guatemala                                                                | 0 – 2                                                                    | Panama                                                                   | Amichevole                                                               | -                                                                        |                                                                          |
| 30-9-2020                                                                | Città del Messico                                                        | Messico                                                                  | 3 – 0                                                                    | Guatemala                                                                | Amichevole                                                               | -                                                                        | 46’                                                                      |
| 8-6-2021                                                                 | Willemstad                                                               | Curaçao                                                                  | 0 – 0                                                                    | Guatemala                                                                | Qual. Mondiali 2022                                                      | -                                                                        | 65’                                                                      |
| 27-6-2021                                                                | Los Angeles                                                              | El Salvador                                                              | 0 – 0                                                                    | Guatemala                                                                | Amichevole                                                               | -                                                                        | 68’                                                                      |
| 3-7-2021                                                                 | Fort Lauderdale                                                          | Guatemala                                                                | 4 – 0                                                                    | Guyana                                                                   | Qual. Gold Cup 2021                                                      | -                                                                        |                                                                          |
| 6-7-2021                                                                 | Fort Lauderdale                                                          | Guatemala                                                                | 1 – 1 (9 - 10 dtr)                                                       | Guadalupa                                                                | Qual. Gold Cup 2021                                                      | -                                                                        | 70’                                                                      |
| 11-7-2021                                                                | Frisco                                                                   | El Salvador                                                              | 2 – 0                                                                    | Guatemala                                                                | Qual. Gold Cup 2021                                                      | -                                                                        |                                                                          |
| 14-7-2021                                                                | Dallas                                                                   | Guatemala                                                                | 0 – 3                                                                    | Messico                                                                  | Qual. Gold Cup 2021                                                      | -                                                                        | 60’                                                                      |
| 24-9-2021                                                                | Washington                                                               | El Salvador                                                              | 0 – 2                                                                    | Guatemala                                                                | Amichevole                                                               | -                                                                        |                                                                          |
| 24-3-2022                                                                | Città del Guatemala                                                      | Guatemala                                                                | 1 – 0                                                                    | Cuba                                                                     | Amichevole                                                               | -                                                                        | 46’                                                                      |
| 27-3-2022                                                                | Fort Lauderdale                                                          | Guatemala                                                                | 2 – 1                                                                    | Haiti                                                                    | Amichevole                                                               | -                                                                        | 46’                                                                      |
| 11-11-2023                                                               | Harrison                                                                 | Guatemala                                                                | 0 – 0                                                                    | Giamaica                                                                 | Amichevole                                                               | -                                                                        |                                                                          |
| 13-1-2024                                                                | Fort Lauderdale                                                          | Guatemala                                                                | 0 – 1                                                                    | Islanda                                                                  | Amichevole                                                               | -                                                                        |                                                                          |
| 5-6-2024                                                                 | Città del Guatemala                                                      | Guatemala                                                                | 6 – 0                                                                    | Dominica                                                                 | Qual. Mondiali 2026                                                      | -                                                                        | 66’                                                                      |
| 8-6-2024                                                                 | Road Town                                                                | Isole Vergini Britanniche                                                | 0 – 3                                                                    | Guatemala                                                                | Qual. Mondiali 2026                                                      | -                                                                        | 71’                                                                      |
| 14-6-2024                                                                | Landover                                                                 | Argentina                                                                | 4 – 1                                                                    | Guatemala                                                                | Amichevole                                                               | -                                                                        | 29’                                                                      |
| 1-9-2024                                                                 | Fort Lauderdale                                                          | Uruguay                                                                  | 1 – 1                                                                    | Guatemala                                                                | Amichevole                                                               | -                                                                        | 46’ 87’                                                                  |
| 5-9-2024                                                                 | Città del Guatemala                                                      | Guatemala                                                                | 3 – 1                                                                    | Martinica                                                                | CONCACAF Nations League 2024-2025 - 1º turno                             | -                                                                        | 54’                                                                      |
| 9-9-2024                                                                 | Città del Guatemala                                                      | Guatemala                                                                | 0 – 0                                                                    | Costa Rica                                                               | CONCACAF Nations League 2024-2025 - 1º turno                             | -                                                                        | 62’ 69’                                                                  |
| 11-10-2024                                                               | Georgetown                                                               | Guyana                                                                   | 1 – 3                                                                    | Guatemala                                                                | CONCACAF Nations League 2024-2025 - 1º turno                             | -                                                                        | 73’                                                                      |
| 15-10-2024                                                               | San José                                                                 | Costa Rica                                                               | 3 – 0                                                                    | Guatemala                                                                | CONCACAF Nations League 2024-2025 - 1º turno                             | -                                                                        | 76’                                                                      |
| 31-5-2025                                                                | Chattanooga                                                              | El Salvador                                                              | 1 – 1                                                                    | Guatemala                                                                | Amichevole                                                               | -                                                                        | 12’                                                                      |
| Totale                                                                   |                                                                          | Presenze                                                                 | 21                                                                       |                                                                          | Reti                                                                     | 0                                                                        |                                                                          |